# Sparganium japonicum
Sparganium japonicum là một loài thực vật có hoa trong họ Typhaceae. Loài này được Rothert miêu tả khoa học đầu tiên năm 1913.

## Hình ảnh

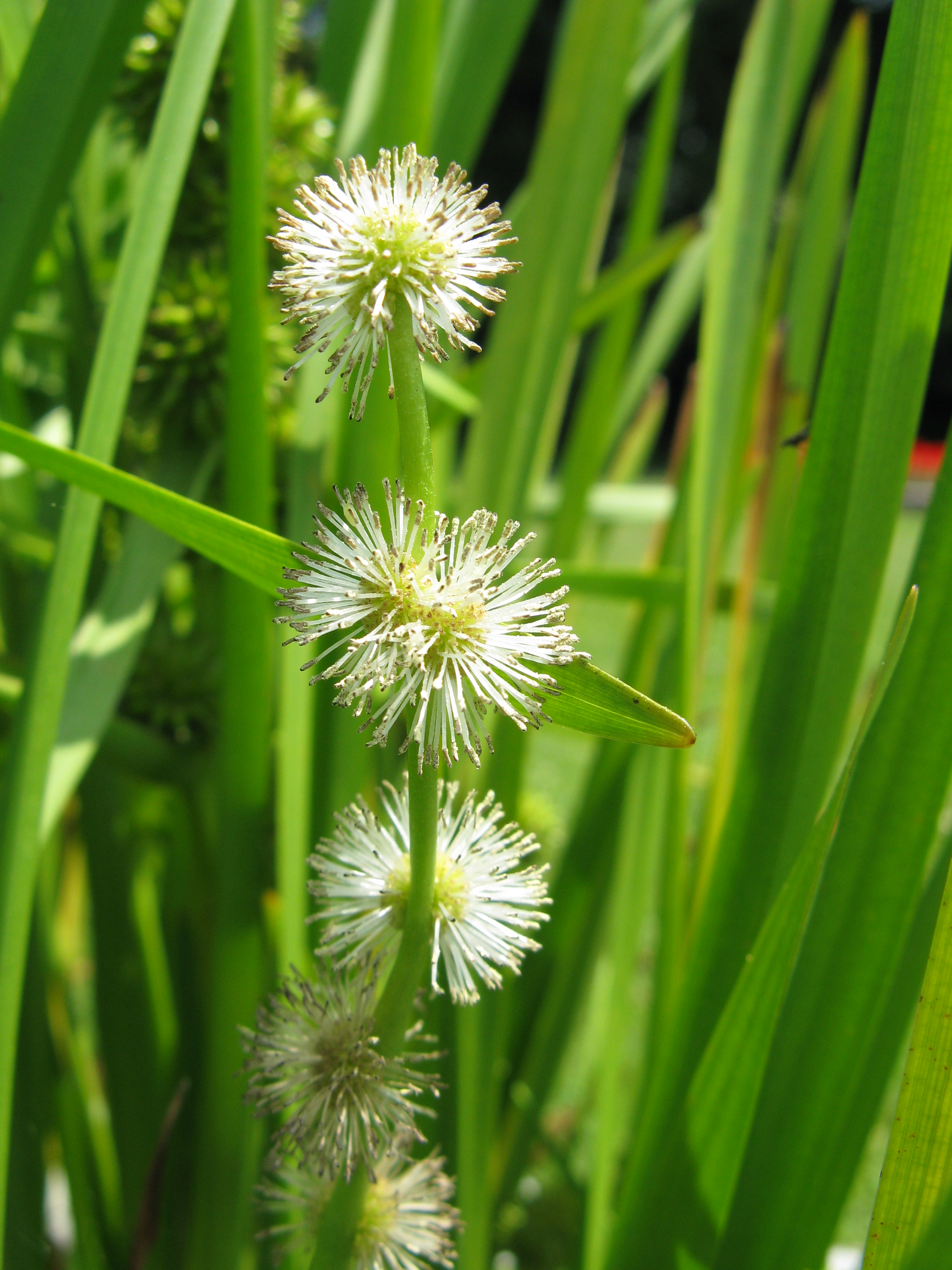